# Wasilij Bieziekirski
Wasilij Wasiljewicz Bieziekirski, Besekirski ros. Василий Васильевич Безекирский (ur. 14 stycznia?/26 stycznia 1835 w Moskwie, zm. 8 listopada 1919 tamże) – rosyjski skrzypek.

## Życiorys
Podstawy edukacji muzycznej otrzymał w Moskwie, następnie w latach 1858–1860 kształcił się w Brukseli u Huberta Léonarda (skrzypce) i Bertholda Damckego (kompozycja). Początkowo koncertował w zachodniej Europie, następnie wrócił do Rosji, gdzie od 1871 do 1890 roku był solistą Teatru Bolszoj w Moskwie. W latach 1882–1902 wykładał w moskiewskim Instytucie Filharmonicznym. Do grona jego uczniów należeli Karł Grigorowicz i Aleksiej Jańszynow.
Skomponował Koncert skrzypcowy (1873), był też autorem kadencji do koncertów Ludwiga van Beethovena i Johannesa Brahmsa. Opublikował swoje wspomnienia pt. Iz zapisnoj kniżki artista (Petersburg 1910).